# Мина Виткойц
Мина Виткойц (на немски: Mina Witkojc) е долнолужишка писателка, преводачка и журналистка. Смятана е за класик на долнолужишката поезия.

## Биография
Родена е на 25 май 1893 г. в Бург, Германия. В ранна детска възраст остава без родители. От 1899 до 1907 г. учи в средното училище в Бург. От 1907 г. работи в Берлин в продължение на 10 години като прислужница, цветарка и във военно-промишлено предприятие. През 1917 г. се завръща в родния си град, където започва да работи като служител в селското стопанство.
През август 1921 г. тя се запознава с група чешки и горнолужишки интелектуалци, които я вдъхновяват да се занимава с културна дейност сред лужичаните. През 1922 г. публикува първото си стихотворение в списание „Лужица“. През 1923 г. се премества в Бауцен, където до 1931 г. работи като редактор на долнолужишкия вестник „Сорски Часник“. По време на редактирането ѝ дейност в него, тиражът му е от 200 до 1200 копия. В същото време тя си сътрудничи с обществениците Арношт Мука и Ян Сиза. През 1925 г. издава първата си стихосбирка „Долнолужишки стихотворения“. През 1926 г. участва в Европейския конгрес на националните малцинства, който се провежда в Женева. По това време прави преводи на долнолужишки език творбите на чешките писатели Божена Немцова и Петър Безруч.
В годините на Ваймарската република е многократно съдена „за антигерманска дейност“.
През 1933 г. нацисткият режим ѝ забранява да се занимава с литературна и журналистическа дейност и остава без средства за препитание, във връзка с което се връща в Бург, където започва да работи в селското стопанство. През 1941 г. заради дейността си сред лужичаните е обявена за „вреден елемент“ от нацисткия режим и изпратена в Ерфурт, където работи в земеделско предприятие до края на Втората световна война. През 1945 г. публикува поемата Erfurtske spomnjeśa, в което описва живота си в Ерфурт.
През 1946 г. се установява за кратко време в Бауцен, където работи в общественото сдружение „Домовина“, след което се премества в Прага, където живее до 1954 г. След това се завръща в родния си град, където живее до смъртта си на 11 ноември 1975 г.
През 1964 г. е удостоена с наградата „Якуб Чишински“ за литературното си творчество.
През последните години от живота си живее в старчески дом в село Папиц близо до Бург. Умира на 11 ноември 1975 г. и е погребана в гробището на град Бург.

## Творчество
По-значими нейни произведения са:
- Dolnoserbske basni (1925);
- Wěnašk błośańskich kwětkow (1934);
- Erfurtske spomnjeśa, автобиография (1945);
- K swětłu a słyńcu (1955);
- Prědne kłoski (1958);
- Po drogach casnikarki (1964);
- Pśedsłowo k antologiji Jadna z nich jo šołtowka: antologija noweje dolnoserbskeje literatury (1971);
- Echo aus dem Spreewald (2001, посмъртно).

## Памет
- В нейна чест е именувано средното училище в село Вербен;
- В село Вербен има малък музей, посветен на дейността на Мина Виткойц.